# Steven Plucnar Jacobsen
Steven Plucnar Jacobsen (* 22. Oktober 2000 in Solrød) ist ein dänischer Handballspieler. Der Kreisläufer spielt in der Bundesliga für die Rhein-Neckar Löwen.

## Karriere
Im Alter von acht Jahren motivierte der Europameistertitel der dänischen Nationalmannschaft Steven Plucnar zum Wechsel vom Basketball zum Handball. Er startete seine Jugendkarriere in Dänemark in den Vereinen Jersie HK und Taastrup IK. 2015 wechselte er in das bekannte Handballinternat von GOG in Oure und gewann 2017 mit der B-Jugend, sowie 2019 mit der A-Jugend jeweils die dänische Meisterschaft. Bekannte Mitspieler bereits in den Jugendteams waren zum Beispiel Mathias Gidsel, Simon Pytlick, Lukas Jørgensen und Emil Madsen.
Ab 2019 kam er in der Profimannschaft von GOG zum Einsatz und gewann mit dem Team den dänischen Pokal in der Saison 2019/20. Im Sommer 2021 wechselte er für eine Saison nach Schweden zu LUGI HF und erreichte mit dem Team den zweiten Platz im schwedischen Pokal. In der Saison 2022/23 kehrte Steven Plucnar nach Dänemark zurück und spielte dort für KIF Kolding. Seit der Saison 2023/24 läuft er für die Rhein-Neckar Löwen in der Bundesliga auf. Mit den Löwen erreichte er am Saisonende den dritten Platz in der EHF European League beim Final-Four-Turnier in Hamburg. Nach Ablauf seines Vertrages wird er die Löwen im Juni 2026 verlassen. 
Im Juli 2017 debütierte Plucnar in der dänischen U17-Jugend-Nationalmannschaft beim EYOF 2017 in Ungarn, wo Dänemark sich mit dem 5. Platz zufriedengeben musste. Besser lief es ein Jahr später mit der U18-Jugend-Nationalmannschaft bei der U18-Europameisterschaft 2018, bei der sich das Team die Bronzemedaille sicherte. Diesen 3. Platz konnte das Team mit Plucnar bei der U19-Weltmeisterschaft 2019 erneut erringen. Nach der durch die Corona-Pandemie bedingten Unterbrechung der Länderspiele erfolgten 2021 noch zwei weitere Einsätze in der U21-Junioren-Nationalmannschaft bei Freundschaftsspielen gegen Schweden.
Der Hobbygolfer und leidenschaftliche Rennradfahrer Plucnar begann neben seiner Handballkarriere ein Medizinstudium.

## Bisherige Erfolge und Auszeichnungen
- 2017: Dänischer Meister mit der U17 von GOG
- 2018: Bronzemedaille bei der Europameisterschaft mit der dänischen U18-Nationalmannschaft
- 2019: Dänischer Meister mit der U19 von GOG
- 2019: Bronzemedaille bei der Weltmeisterschaft mit der dänischen U19-Nationalmannschaft
- 2020: Dänischer Pokalsieger mit GOG

## Saisonbilanzen
| Saison              | Verein              | Spielklasse         | Spiele | Tore | 7-Meter | Feldtore |
| ------------------- | ------------------- | ------------------- | ------ | ---- | ------- | -------- |
| 2019/20             | GOG                 | Håndboldligaen      | 0004   | 0004 | 0       | 0004     |
| 2020/21             | GOG                 | Håndboldligaen      | 0026   | 0027 | 0       | 0027     |
| 2021/22             | Lugi HF             | Handbollsligan      | 0026   | 0050 | 01      | 0049     |
| 2022/23             | KIF Kolding         | Håndboldligaen      | 0032   | 0073 | 0       | 0073     |
| 2023/24             | Rhein-Neckar Löwen  | Bundesliga          | 0034   | 0011 | 0       | 0011     |
| 2024/25             | Rhein-Neckar Löwen  | Bundesliga          | 0034   | 0031 | 0       | 0031     |
| Summe aller Saisons | Summe aller Saisons | Summe aller Saisons | 0156   | 0196 | 01      | 0195     |

Internationale Saisonbilanzen siehe Datenbank der EHF unter Weblinks